# Sonic the Hedgehog’s Gameworld
Sonic the Hedgehog’s Gameworld (яп. ソニック・ザ・ヘッジホッグ ゲームワールド Соникку дза Хэдзихоггу Гэ:мува:рудо, с англ. — «Игровой мир ежа Соника»), также просто Sonic Gameworld — видеоигра серии Sonic the Hedgehog, разработанная компанией Aspect и изданная Sega для игровой консоли Sega Pico 2 августа 1994 года в Японии. 19 ноября 1996 года Sonic the Hedgehog’s Gameworld вышла на территории Северной Америки.
Игра состоит из разнообразных мини-игр, представленных на каждом этаже центра развлечений «Gameworld», построенном доктором Роботником с целью заполучить Изумруды Хаоса для своих планов. Игрок может выбрать режим игры, а также одного из трёх персонажей: Соник, Тейлз и Эми Роуз.
Sonic the Hedgehog’s Gameworld стала первой частью серии, разработанной для приставки Sega Pico, и предназначена для молодой аудитории, нося развлекательный характер. Игра была в основном положительно оценена прессой. Среди достоинств были названы игровой процесс и графика, но к минусам отнесены музыка и мини-игры.

## Игровой процесс
Sonic the Hedgehog’s Gameworld представляет собой обучающую игру с различными представленными мини-играми. По сюжету доктор Роботник строит развлекательный центр «Gameworld» и скрывает на каждом этаже Изумруды Хаоса. Ёж Соник, лисёнок Тейлз и ежиха Эми Роуз должны пройти все мини-игры и найти Изумруды.
В начале игры необходимо выбрать количество игроков (один или два), сложность (низкая или высокая), а также режим игры. После этого, игрок должен выбрать одного из трёх персонажей: Соника, Тейлза или Эми. В режиме «Game Mode» игроки могут выбрать одну из 17 мини-игр, в которую они захотят поиграть. В сюжетном режиме «Story Mode» после каждой пройденной игры начисляются очки. Цель игрока состоит в том, чтобы накопить больше очков, чем Роботник или его оппонент. Каждая страница картриджа «Storyware» представляет собой один из этажей «Gameworld», на каждом из которых содержатся индивидуальные мини-игры. После прохождения мини-игр игрок может слушать реплики друзей Соника и животных.

## Разработка и выход игры
Sonic the Hedgehog’s Gameworld была разработана компанией Aspect, которая до этого создала три игры серии для портативных консолей: Sonic the Hedgehog 2, Sonic Chaos и Sonic Drift. Помимо этого, над музыкальным сопровождением работал композитор Кодзиро Микуса, который до этого участвовал в создании музыки к Sonic the Hedgehog Chaos. Игра стала первой в серии, выпущенной для консоли Sega Pico. Несмотря на то, что Sonic the Hedgehog’s Gameworld в основном рассчитана на детскую аудиторию, в ней присутствуют и множество мини-игр, не связанных с обучением. Кроме того, в игре присутствует озвучивание всех четырёх персонажей, то есть Соника, Тейлза, Эми и Роботника. Релиз состоялся 2 августа 1994 года на территории Японии.
19 ноября 1996 года Sonic the Hedgehog’s Gameworld вышла на территории Северной Америки. Версия игры для этого региона подверглась кардинальным изменениям. Так, были удалены мини-игры, связанные с азартными играми и казино, другая часть мини-игр подверглись некоторой корректировке, а озвучивание персонажей было дублировано на английский язык. В американской версии также отсутствует сюжетный режим. Специально для этой версии была создана пятая страница «Storyware», в которой игроки могут создавать рисунки с помощью различных карандашей и наклеек. Это было сделано с целью выпустить продукт, пригодный для младшей аудитории американских стран. Вследствие этого, Sonic the Hedgehog’s Gameworld получила от организации Entertainment Software Rating Board возрастной рейтинг «Early Childhood» (для детей младшего возраста).

## Оценки и мнения
Обозреватель португальского сайта Power Sonic оценил игру в 8 баллов из 10 возможных. Из достоинств рецензент выделил хорошую графику и спрайты, задние фоны, игровой процесс и появление Эми в качестве игрового персонажа. Тем не менее, некоторые элементы игры были подвергнуты критике, например, слабая музыка и простые цели мини-игр. Несмотря на недостатки, в обзоре проект был назван «интересным», за которым можно провести полчаса или час своего времени.
На сайте AllGame Sonic the Hedgehog’s Gameworld была оценена в 2,5 звезды из 5.